# کبوترک‌ها
کبوترک‌ها (نام علمی: Xolmis) نام یک سرده از تیره ژیان‌مرغ است.

## گونه‌ها
- کبوترک چشم‌آتشی (Xolmis pyrope)
- کبوترک خاکستری (Xolmis cinereus)
- کبوترک کاکل‌سیاه (Xolmis coronatus)
- کبوترک کفل‌سفید (Xolmis velatus)
- کبوترک سفید (Xolmis irupero)
- کبوترک سیاه‌سفید (Xolmis dominicanus)
- کبوترک پشت‌زنگاری (Xolmis rubetra)
- کبوترک سالیناس (Xolmis salinarum)